# Habitatge al carrer Josep Móra, 10 (Canet de Mar)
L'Habitatge al carrer Josep Mora, 10 és un edifici de Canet de Mar (Maresme) protegit com a Bé Cultural d'Interès Local.

## Descripció
Es tracta d'una casa entre mitgeres que formava part d'un seguit de cases totes iguals. La casa del número 8 ha estat enderrocada. Consta únicament de planta baixa amb la porta d'accés i una finestra de grans dimensions amb una reixa. Destaca la decoració al damunt de les obertures i el coronament de formes sinuoses propi del modernisme.